# Bengy-sur-Craon
Bengy-sur-Craon település Franciaországban, Cher megyében. Lakosainak száma 636 fő (2022. január 1.). Bengy-sur-Craon Avord, Cornusse, Flavigny, Jussy-Champagne, Nérondes, Raymond, Tendron és Baugy (Cher) községekkel határos.

## Népesség
A település népessége az elmúlt években az alábbi módon változott:
| Lakosok száma | 700  | 584  | 576  | 658  | 680  | 673  | 663  | 657  | 653  | 636  |
|               | 1968 | 1982 | 1990 | 2006 | 2013 | 2015 | 2017 | 2019 | 2020 | 2022 |